# Humboldt (rivier)
De Humboldt is een rivier in de Amerikaanse staat Nevada. Het stroomgebied van de rivier omvat het grootste deel van het noorden van Nevada en vormt een endoreïsch bekken: water in het bekken stroomt niet naar een zee of oceaan. In plaats daarvan mondt de Humboldt uit in het zoutmeer Humboldt Sinks, dat op het laagste punt in het bekken ligt. De rivier is ongeveer 480 km lang en daarmee de derde langste rivier van het Grote Bekken (Great Basin) (na de Bear River en de Sevier). De Humboldt is genoemd naar de Duitse natuurvorser Alexander von Humboldt (1769-1859).

## Verloop
De Humboldt ontspringt in de East Humboldt Range, vlak buiten de plaats Wells in Elko County. De rivier stroomt gemiddeld in westzuidwestelijke richting, dwars op de dominante oriëntatie van de bergketens van het Grote Bekken, waar ze omheen loopt of doorheen breekt in klovige doorbraakdalen.
Ten westen van de bron stroomt de Humboldt langs Elko, daarna door Eureka County en Lander County, waar ze om het zuidelijke uiteinde van de Tuscarora Mountains en het noordelijke uiteinde van de Shoshone Range heenstroomt. Bij Battle Mountain komt de grootste zijrivier, de Reese River, vanuit het zuiden in de Humboldt uit. Hier maakt de rivier een boog om de Sonoma Range heen in noordwestelijke richting langs Golconda in Humboldt County. Ongeveer 100 km verder begint de rivier langs de westelijke flanken van de Humboldt Range en West Humboldt Range naar het zuidwesten te stromen, langs Winnemucca en daarna door Pershing County. Bij Winnemucca komt de Little Humboldt River vanuit het noorden in de Humboldt uit. Midden in Pershing County ligt in de rivier het stuwmeer Rye Patch Reservoir. Ongeveer 32 km ten zuidwesten van de plaats Lovelock mondt de rivier uit in een meer, dat verbonden is met Humboldt Sinks.

## Geschiedenis
Het gebied was relatief dunbevolkt door de Paiute- en Shoshone-Indianen, toen in de 19e eeuw de eerste Amerikaanse pelsjagers doordrongen. Zover bekend was de Canadese ontdekkingsreiziger en pelshandelaar Peter Skene Ogden de eerste die de rivier beschreef. Op 9 november 1828 verkende hij de Little Humboldt River tot aan het huidige Winnemucca, waar hij de hoofdrivier bereikte. Hij verkende de rivier vervolgens voor honderden kilometers en bracht het gebied in kaart. De rivier werd in 1833 verder verkend door de pelsjagers van Benjamin Bonneville, een andere pelshandelaar. In de jaren 40 van de 19e eeuw trokken Amerikaanse kolonisten op weg naar Californië of Oregon langs de rivier.
Het verloop van de rivier werd gedetailleerder in kaart gebracht door de ontdekkingsreiziger John Charles Frémont in 1848. Hij gaf de rivier haar huidige naam. Toen het jaar daarop de Californische goldrush uitbrak, raakte de route langs de rivier naar Californië bekend onder de naam California Trail. De spoorwegmaatschappij Central Pacific Railroad legde in 1869 een gedeelte van haar deel van de Transcontinental Railroad langs dezelfde route aan, langs de rivier. In de 20e eeuw werd U.S. Highway 40 langs de rivier aangelegd, die later vervangen werd door Interstate 80.
- Library of Congress Control Number: sh85062925
- Nationale Bibliotheek van Israël: 987007531194105171
- Système universitaire de documentation: 243267827